# Daphoenura fasciata
Daphoenura fasciata är en fjärilsart som beskrevs av Butler 1878. Daphoenura fasciata ingår i släktet Daphoenura och familjen nattflyn. Inga underarter finns listade i Catalogue of Life.